# Birdseye Highway
Der Birdseye Highway ist eine Fernstraße im Süden des australischen Bundesstaates South Australia. Er verbindet den Lincoln Highway in Cowell mit dem Flinders Highway in Elliston quer durch die Mitte der Eyre-Halbinsel.

## Verlauf
Der Birdseye Highway zweigt in Cowell an der Ostküste der Eyre-Halbinsel vom Lincoln Highway (B100) nach Westen ab und führt vornehmlich durch landwirtschaftlich genutztes Gebiet nach Cleve. Die nächste Stadt an der Route ist Lock in der Mitte der Halbinsel, wo der Tod Highway (B90) kreuzt. Weiter verläuft der Birdseye Highway nach Westen und trifft schließlich an der Westküste der Halbinsel in Elliston auf den Flinders Highway (B100).

## Straßenzustand
Der Birdseye Highway ist von Cowell bis Lock befestigt und zweispurig ausgebaut. In dem 90 km langen Abschnitt von Lock bis Elliston ist ein ca. 50 km langes Stück unbefestigt.